# August Ludwig Hoppenstedt
August Ludwig Hoppenstedt (vollständiger Name August Friedrich Ludwig Hoppenstedt; * 22. März 1763 in Großenwulper oder Groß Schwülper; † 26. April 1830 in Celle) war ein deutscher lutherischer Theologe, Abt und Generalsuperintendent.

## Leben

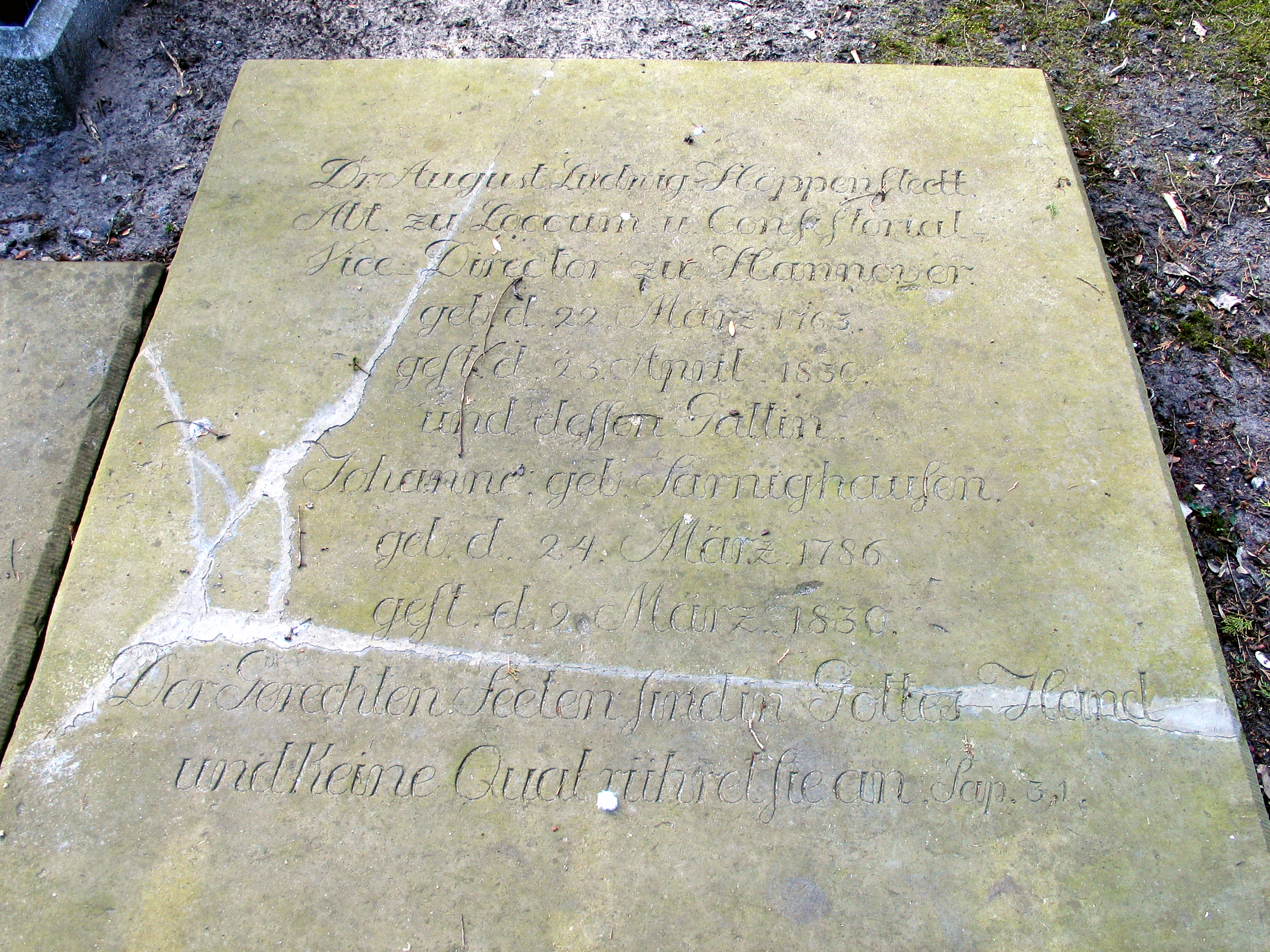
Hoppenstedts Grabplatte auf dem Hehlentorfriedhof in Celle

Hoppenstedt war der älteste Sohn des Pastors Wilhelm Johann Julius Hoppenstedt und seiner Frau Luise Henriette Steigerthal (1742–1821); zu seinen neun bis ins Erwachsenenalter überlebenden Geschwistern zählten Karl Wilhelm und Georg Ernst Friedrich. August Ludwig Hoppenstedt besuchte ab 1774 die Domschule in Halberstadt, 1778 das Lyceum in Hannover und studierte ab 1782 Theologie und Philologie an der Universität Göttingen. 1784 ging er mit Johann Benjamin Koppe nach dessen Berufung als Oberkonsistorialrat nach Gotha und fungierte als Protokollführer bei der Kirchenvisitation und war Lehrer für Koppes ältesten Sohn. Hoppenstedt folgte Koppe später auch nach Hannover. 1788/89 unternahm er auf Veranlassung der Regierung eine Studienreise zum Studium des Schulwesens anderer Länder und wurde zum Inspektor des Lehrerseminars in Hannover ernannt. Ab 1792 war er Hofkaplan an der Schloßkirche in Hannover und Mitglied des Konsistoriums. 1796 wurde er in Nachfolge seines Schwagers Johann Nicolaus Schrage Pastor und Superintendent in Stolzenau, 1805 Pastor an der Dreifaltigkeitskirche und Generalsuperintendent der Generaldiözese Harburg, 1815 schließlich erster Pastor an der Stadtkirche St. Marien in Celle und Generalsuperintendent der Generaldiözese Lüneburg-Celle.

## Schriften (Auswahl)
- Ueber den verstorbenen Königl. Churfürstl. Consistorialrath und ersten Hofprediger D. Johann Benjamin Koppe. Ein biographisches Fragment, Hannover 1791.
- Nachricht über die Verfassung und den Bestand der Armenanstalt im Flecken Stolzenau, Hannover 1802.
- Predigten in den Jahren der feindlichen Unterdrückung und Befreiung 1805–1814 gehalten, 3 Bände, Hannover 1818–1819.